# Neustädtel (Schneeberg)
Neustädtel ist eine ehemals selbstständige Bergstadt im sächsischen Erzgebirge. 1939 wurde Neustädtel in die nördlich angrenzende Bergstadt Schneeberg eingemeindet, die zum 2008 neu gebildeten Erzgebirgskreis gehört. Neustädtel umfasst die Wohngebiete Wolfgangmaßen und Am Sommerberg. Das historische Stadtzentrum Neustädtels mit dem ehemaligen Marktplatz erstreckt sich entlang der Karlsbader Straße, etwa zwischen Kobalt- und Marienstraße.

## Geographie

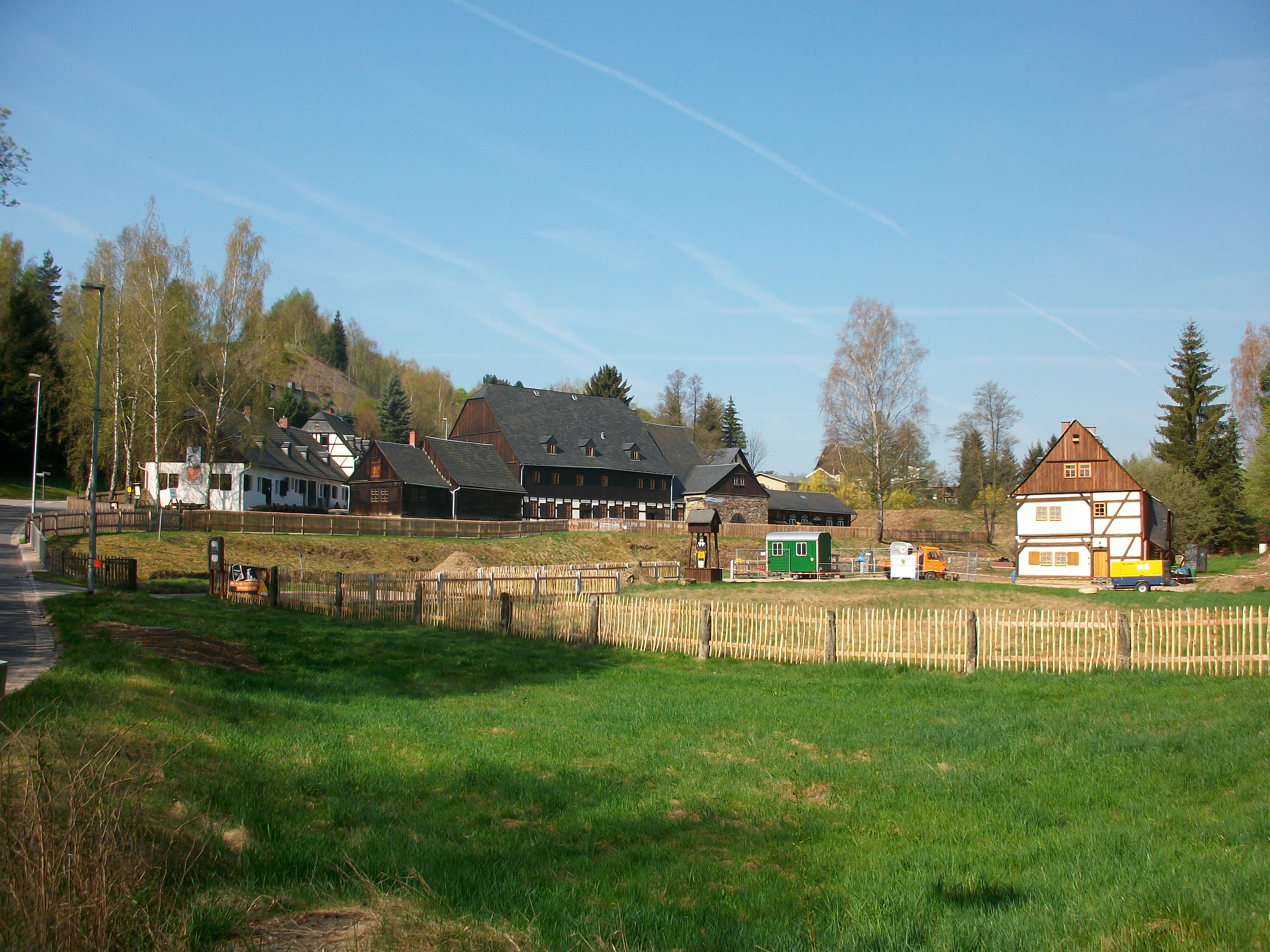
Siebenschlehener Pochwerk und Silberschmelzhütte St. Georgen (2018)

Neustädtel liegt im oberen Westerzgebirge. Höchste Erhebung ist der Gleesberg (583 Meter). Der älteste Siedlungskern namens Scheibe befindet sich im oberen Ortsteil nahe dem Stadtteich. In und um Neustädtel gibt es zahlreiche Fundgruben. Im Süden ist der Filzteich erwähnenswert, eine der ältesten Talsperren Sachsens. Zu DDR-Zeiten erhielt der Ortsteil Wolfgangmaßen mehrere Neubau-Wohnblöcke. Nach der Wende, 1990, entstanden die Siedlungen An der Himmelfahrt und Am Sommerberg. Im unteren Ortsteil wurde der Lindenauer Bach in der Nähe des Siebenschlehener Pochwerkes zum Knappschaftsteich aufgestaut.

## Nachbargemeinden
|                             | Schneeberg                                  |           |
| Lindenau                    | Kompassrose, die auf Nachbargemeinden zeigt | Neudörfel |
| Hartmannsdorf bei Kirchberg |                                             | Zschorlau |

## Geschichte

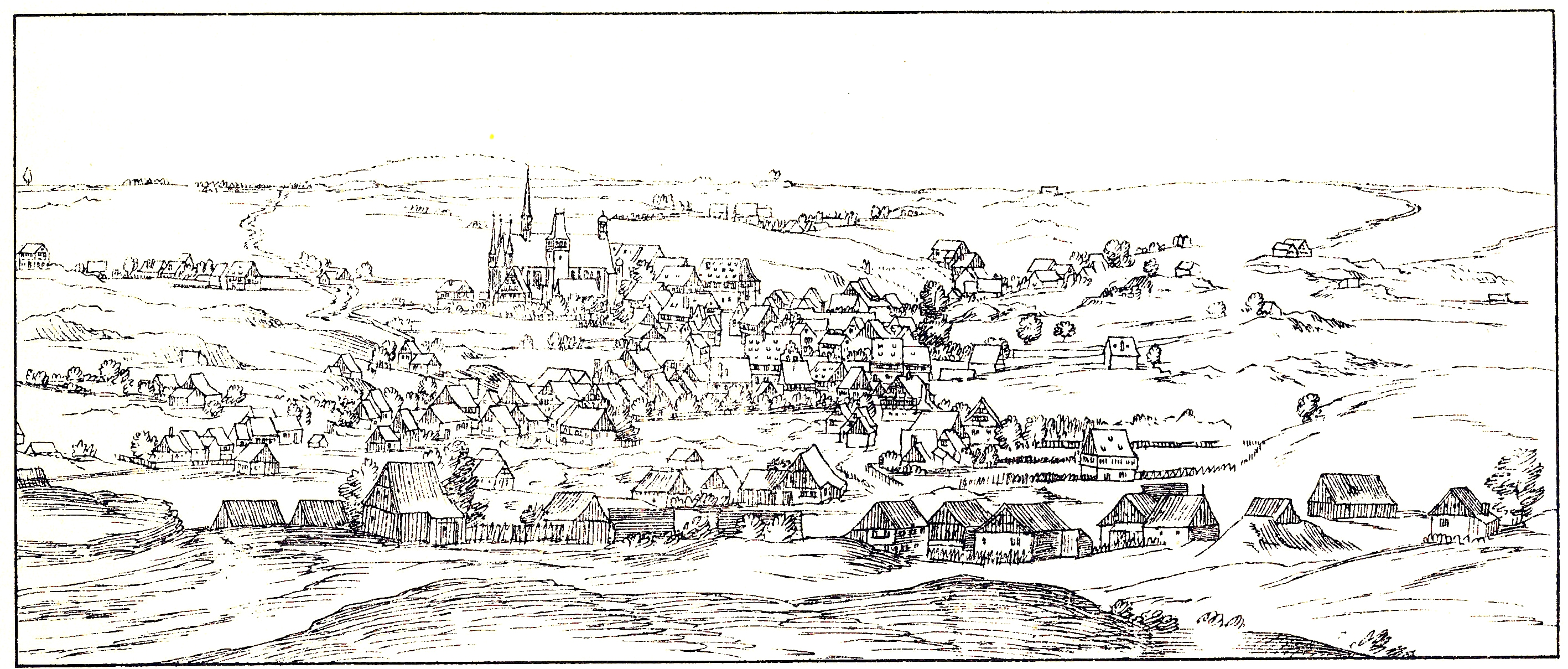
Stadtbild um 1630 (Wilhelm Dilich)

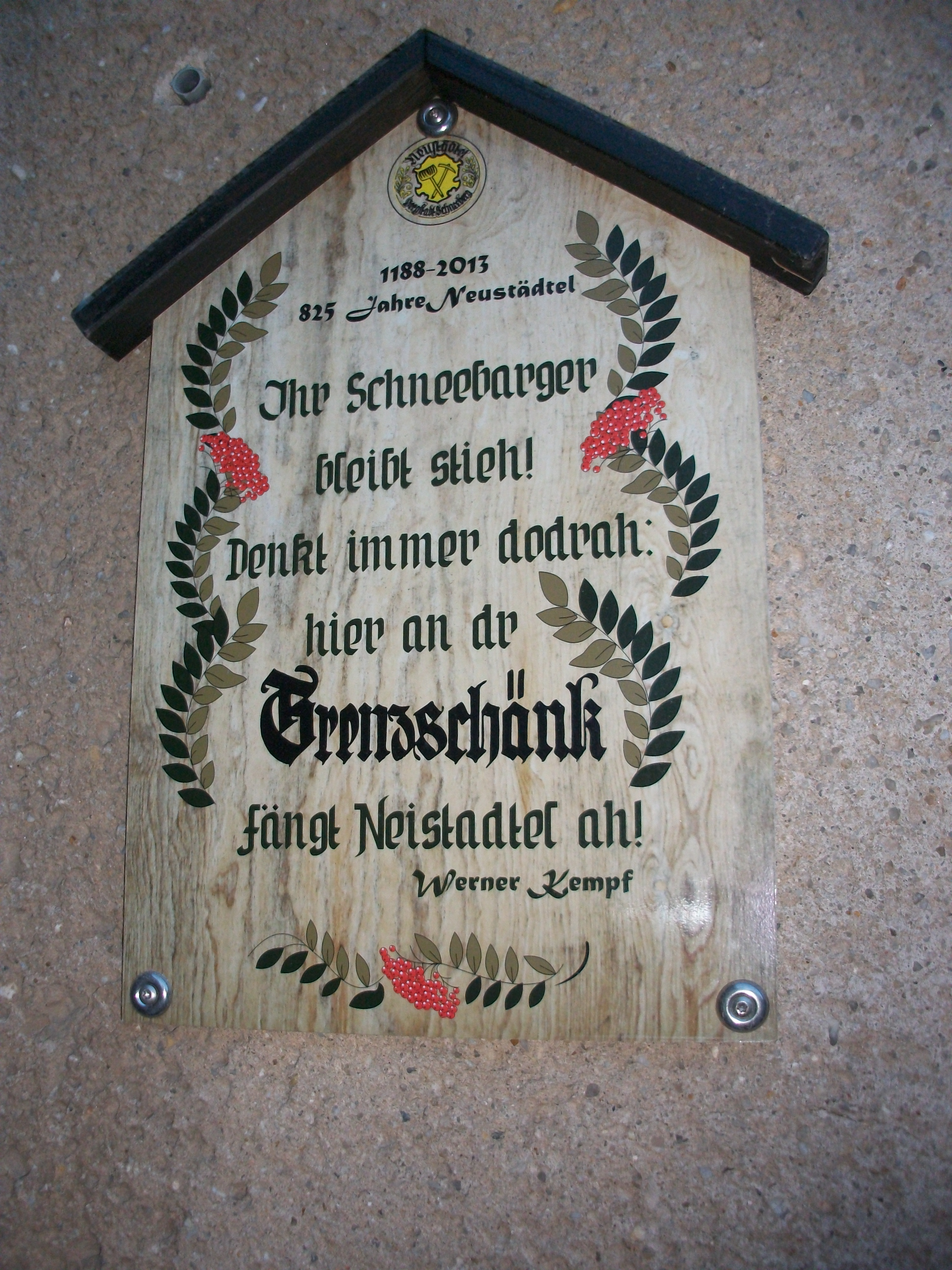
Tafel mit Spruch von Werner Kempf an Grenzschänke in Neustädtel (Karlsbader Straße 9)

### Entwicklung vom 12. Jahrhundert bis zum 19. Jahrhundert

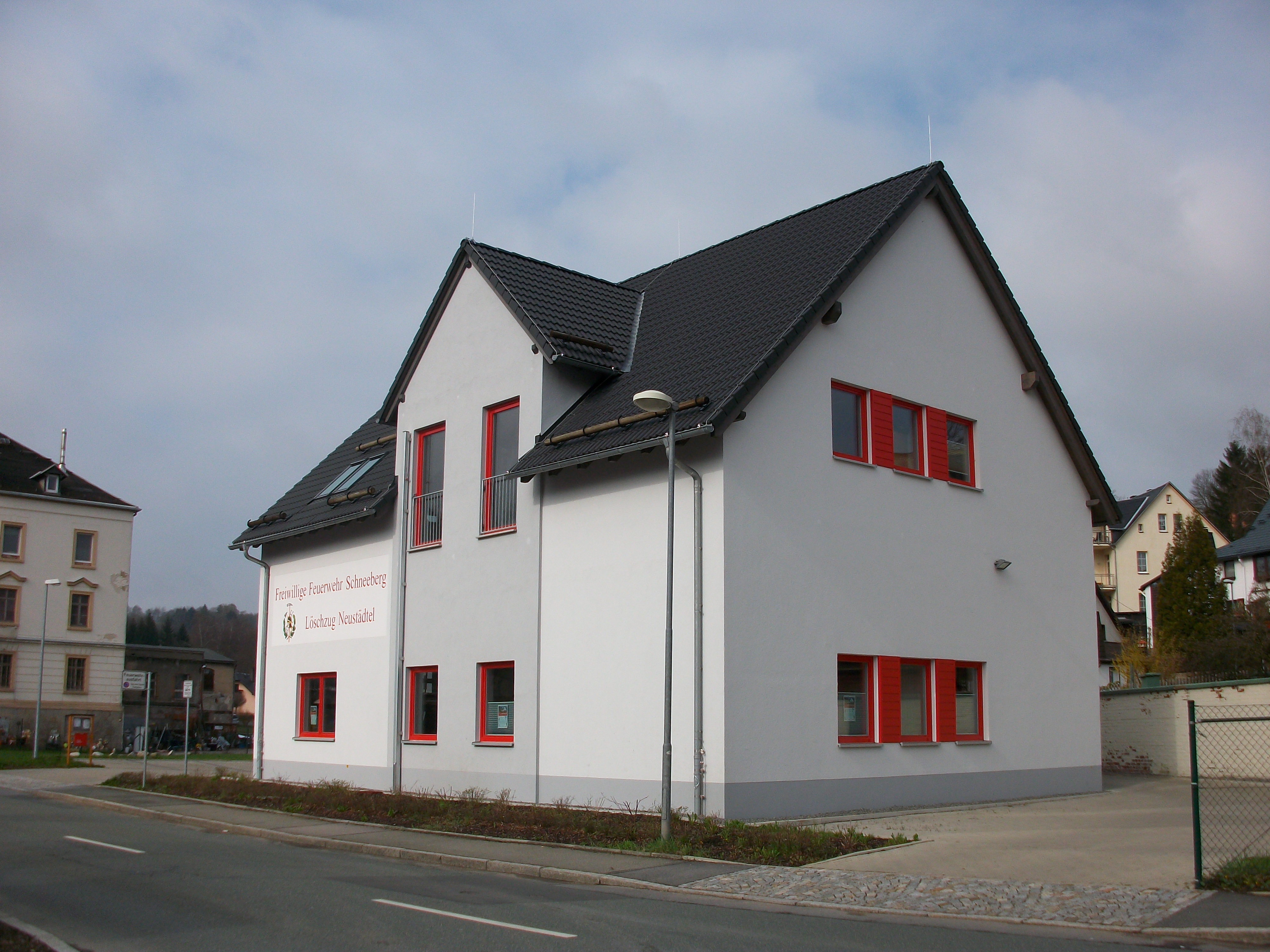
Feuerwehrhaus der Freiwilligen Feuerwehr Neustädtel

Der älteste Ortsteil Scheibe entwickelte sich Ende des 12. Jahrhunderts aus einem Waldhufendorf, zeitgleich mit den Nachbarorten Zschorlau, Lindenau und Griesbach. 
Das Aufleben von Neustädtel ist eng mit dem aufkommenden Bergbau (seit 1378 bezeugt) auf Zinn, Kupfer und Silber im 14. Jahrhundert verbunden. 1413 wurde die Kirche Zu unserer lieben Frauen erstmals als Pfarrkirche erwähnt. Eine Urkunde nennt 1445 die Stadt „Stettlin“, 1454 wurde sie als das „Nuwestetel“ mit „sinnen gerichten, zeenenwerken, kirchlehn, tichen, wassern, wasserloufften“ beschrieben. Als 1471 am benachbarten Schneeberg Bergleute auf reiche Silbervorkommen stießen, entwickelte sich auch Neustädtel rasant weiter. Im Jahr 1474 erhielt Neustädtel die Stadtrechte verliehen. Bei der Leipziger Teilung 1485 blieb Neustädtel im gemeinschaftlichen Besitz der Albertiner und Ernestiner.
Am 31. Oktober 1518, ein Jahr nach Martin Luthers Thesenanschlag in Wittenberg, fand in dem Bergkirchlein St. Anna im Hohen Gebirge bei der Fundgrube Daniel der erste evangelische Gottesdienst im Kurfürstentum Sachsen statt. Seit 1526 hat Neustädtel einen evangelischen Pfarrer. Im gleichen Jahr wurde auch die erste Schule im Ort gegründet.
Bis 1562 gehörte Neustädtel zum Rittergut Wiesenburg, 1563 kaufte Kurfürst August von der Familie der Edlen von der Planitz auch Neustädtel, und es kam dadurch zum Amt Schwarzenberg.  1652 zerstörte ein Großbrand die Kirche und viele Häuser im Ort.
Im 16. Jahrhundert wurde das Neustädtler Kobaltfeld der weltweit größte Fundort für Kobalterze. Die erste Druckerei im Westerzgebirge entstand 1635 in Neustädtel.
Stadtbrände in den Jahren 1832, 1836 und 1843 vernichteten zahlreiche Bauten aus alter Zeit, nicht jedoch Bergfreiheitshäuser, Zechenhäuser und Pochwerke, die außerhalb der inneren Stadt standen.
Im Jahr 1847 wurde die erste Sparkasse der Region in Neustädtel eröffnet. Im 19. Jahrhundert begann in Neustädtel die Industrialisierung mit der Errichtung und Inbetriebnahme einiger Fabriken. 1859 erhielt die Stadt mit der Nachbarstadt Schneeberg durch die Schlematalbahn Anschluss an das Eisenbahnnetz. Neustädtel blieb stets Endbahnhof, da eine für die wirtschaftliche Entwicklung geforderte Verlängerung ins Vogtland vom sächsischen Staatsministerium abgelehnt wurde. Die Verbindung nach Oberschlema wurde 1952 aufgrund von bergbaulichen Senkungen im damaligen Radiumbad Oberschlema eingestellt.
1863 wurde die Gemeinde Mühlberg eingemeindet. In dem ehemaligen Arbeiterlokal Grüne Laube auf dem Mühlberg, in dem 1890 der sozialdemokratische Wahlverein gegründet wurde, sprachen zwischen 1874 und 1878 Wilhelm Liebknecht und 1889 August Bebel.

### Ab dem 20. Jahrhundert
Im Jahr 1939 wurde die bis dahin selbstständige Stadt nach Schneeberg zwangseingemeindet.
Zwischen 1946 und 1957 betrieb die Wismut AG/SDAG Wismut in Neustädtel Uranbergbau. In Wolfgangmaßen entstand in den 1950er Jahren daraufhin eine Bergbausiedlung mit einer kleinen Kapelle. Nach der Auflösung des Stadtkreises Schneeberg im Jahre 1958 wurde im Stadtgebiet eine Kaserne für die Nationale Volksarmee errichtet; die hölzerne Kapelle fand einen neuen Platz in Auerhammer.
Im Jahr 2008 musste die Jägerkaserne in Wolfgangmaßen trotz zahlreicher Proteste endgültig schließen.

## Wappen

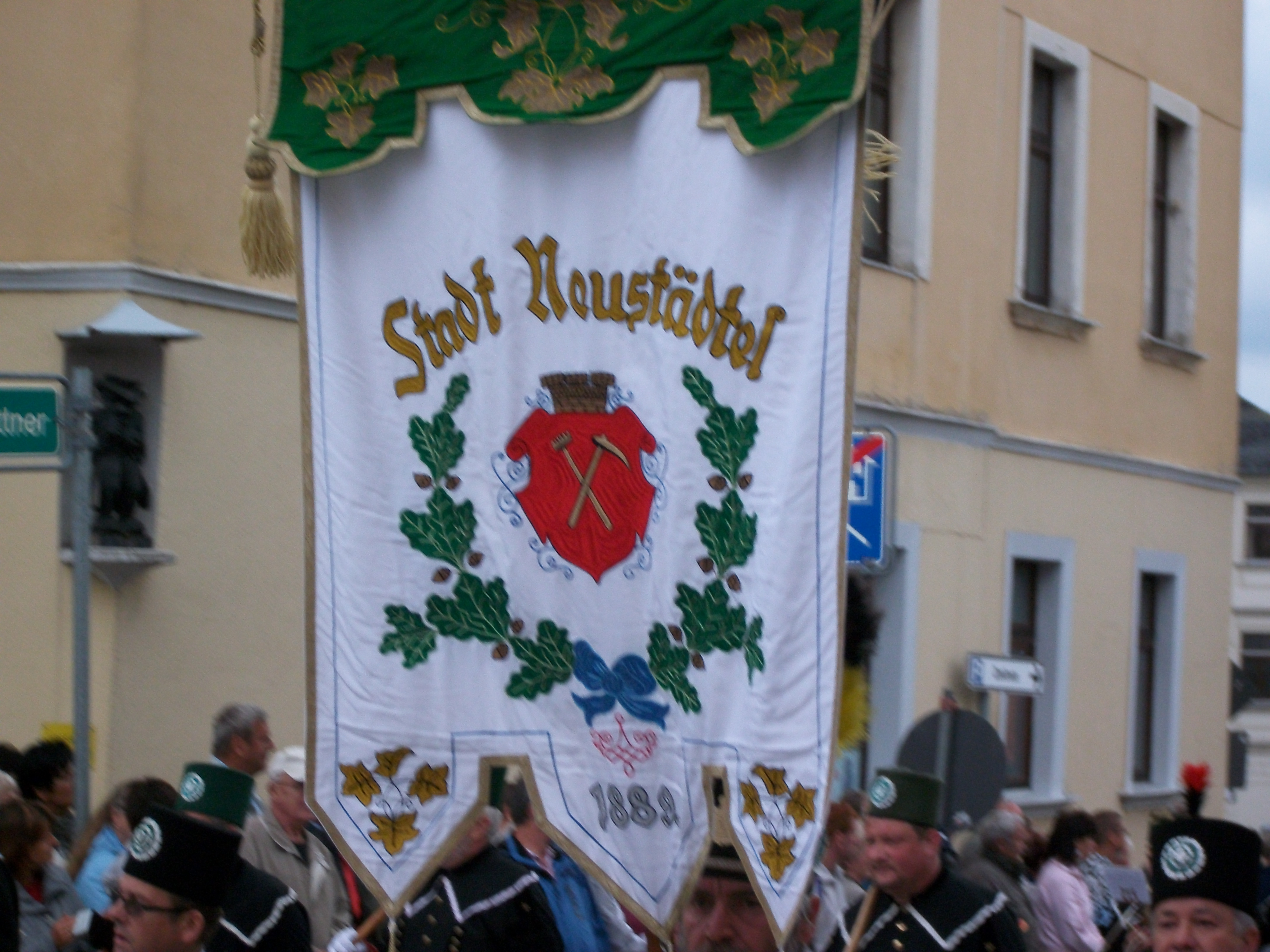
Fahne mit dem Wappen Neustädtels

Das Wappen der Bergstadt Neustädtel hat seinen Ursprung im Bergbau. Aus der Siedlung Scheibe entwickelte sich durch den Zinnbergbau das „Neue Stedtlin“. Das Auswaschen (Seifnen) von Zinn geschah mit den zwei Werkzeugen, die sich im Neustädtler Wappen wiederfinden: die Rodehaue und der Zinnrechen.

## Bevölkerungsentwicklung
| Jahr | Einwohnerzahl      |
| ---- | ------------------ |
| 1605 | 132 besessene Mann |
| 1748 | 130 Feuerstätten   |
| 1834 | 2409               |

| Jahr | Einwohnerzahl |
| ---- | ------------- |
| 1871 | 3319          |
| 1890 | 3947          |
| 1910 | 5137          |

| Jahr | Einwohnerzahl |
| ---- | ------------- |
| 1925 | 4975          |
| 1939 | 5158          |

## Religionen und Kirchengebäude

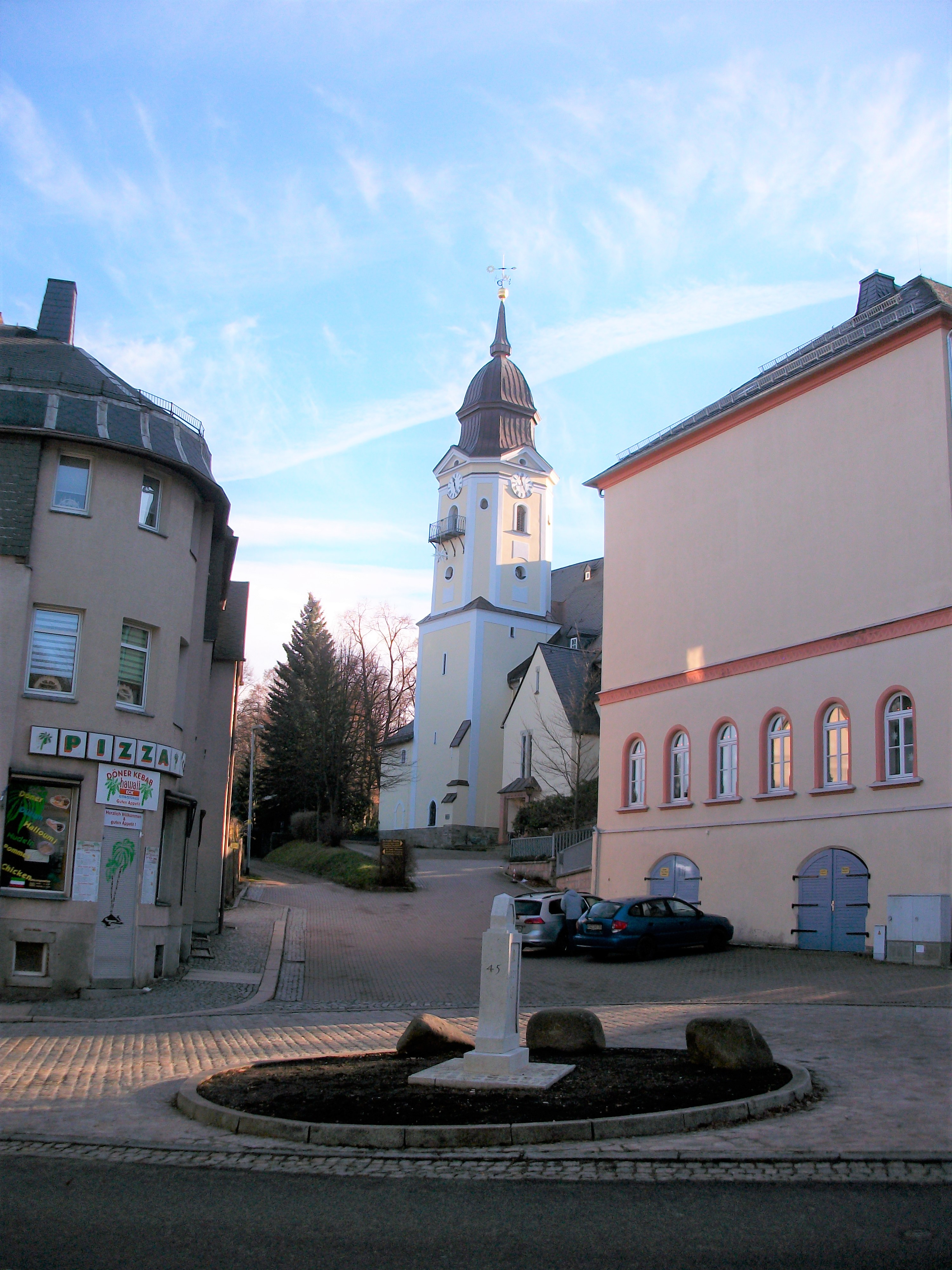
Kirche Zu unserer lieben Frauen

- evangelisch-lutherische Kirchgemeinde mit der Kirche Zu unserer lieben Frauen.[5]

Die erste Neustädtler Kirche Zur elenden Maria befand sich auf der Marienstraße. Nach Abriss dieses Gotteshauses im Jahre 1533 wurde der Altar in der Kirche Zu unserer lieben Frauen eingelagert und fand 1959 in Plauens Hauptkirche, der Johanniskirche, einen neuen Standort.
Das Kirchengebäude ist in der Spätgotik entstanden. Es war ab dem 15. Jahrhundert geistlicher Mittelpunkt der Region. Die Innenausstattung stammt aus dem Barock. Sehenswert sind die Kanzel, der Orgelprospekt und der von Ernst Kaltofen geschnitzte Kanzelträger Krauß Bastel. Weiterhin befindet sich in der Kirche einer von drei Abgüssen einer 1987 entdeckten unterirdischen Andachtsstätte aus dem frühen Bergbau der Neustädtler Fundgrube Engel. Die beiden anderen Abgüsse befinden sich im Museum für bergmännische Volkskunst in Schneeberg und im Deutschen Bergbau-Museum Bochum.
In die Neustädtler Kirche waren die Bewohner von Schneeberg bis 1474 gepfarrt. Die Kirche von Zschorlau war bis 1546 und die Kirche in Griesbach bis 1857 Filialkirche von Neustädtel. Lindenau ist bis heute Pfarrdorf von Neustädtel. Zudem waren die Einwohner von Neudörfel nach Neustädtel gepfarrt, bis sie durch die Eingemeindung von Auerhammer in die Stadt Aue 1930 in die dortige St. Nikolaigemeinde umgepfarrt wurden.
- 1952 bekam die neu entstandene Bergbausiedlung Wolfgangmaßen eine hölzerne Kirchenbaracke des Typs Haus der Kirche aus dem Notkirchenprogramm von Otto Bartning (Bartning-Notkirche, Typ D),[7] welche mit Umwandlung der Siedlung in eine Kaserne 1959 nach Auerhammer umgesetzt wurde. Die Baracke diente bis zur Einweihung der Auferstehungskirche in Oberschlema im Jahr 1952 als Ersatzkirche für die im Deformationsgebiet liegende alte Kirche von Oberschlema.

- evangelisch-methodistische Kirchgemeinde mit der Erlöserkirche
- Landeskirchliche Gemeinschaft Neustädtel
- Elim-Gemeinde

## Gedenkstätten

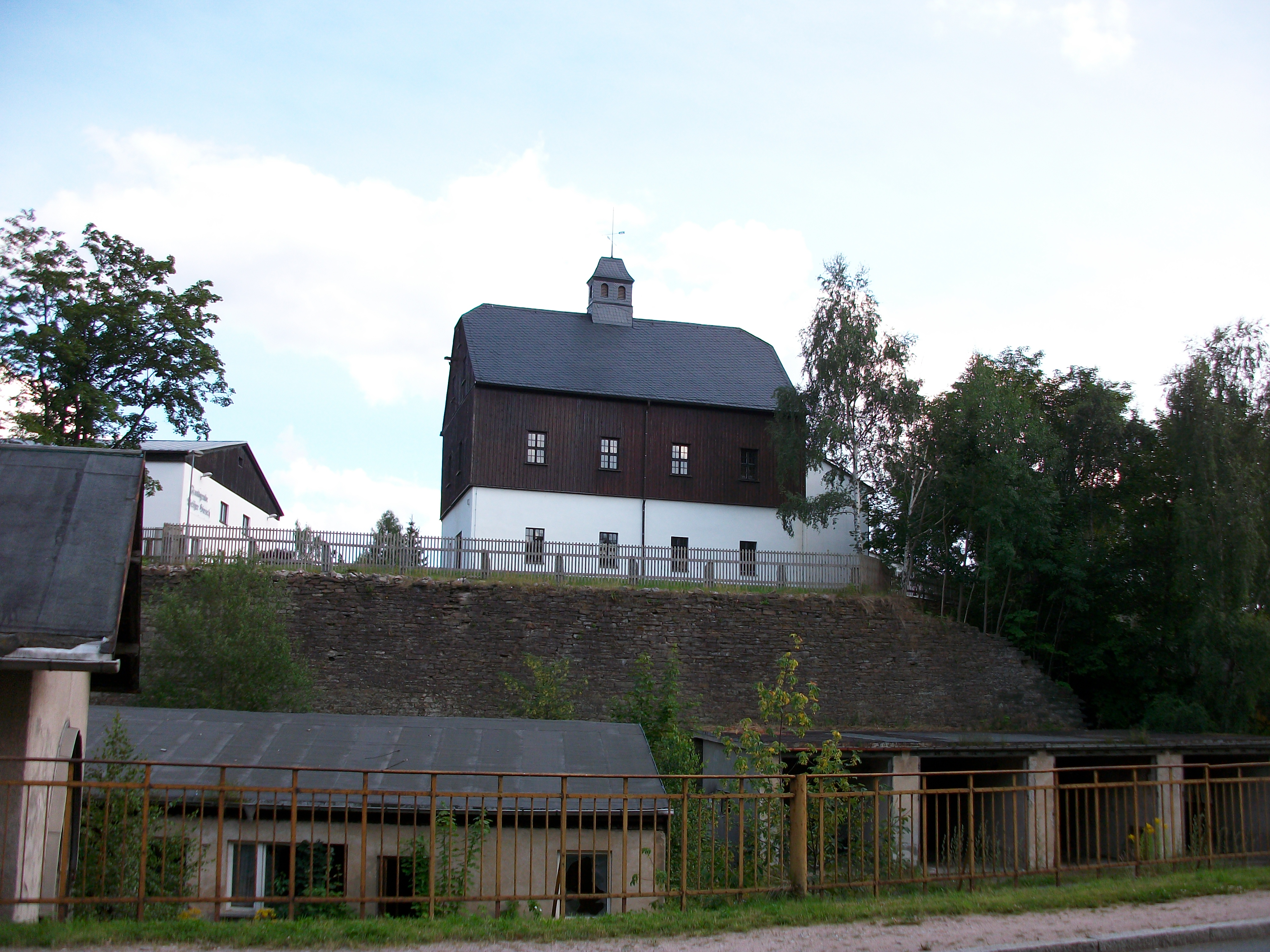
Fundgrube Weißer Hirsch

- Ein Gedenkstein am Strandbad Filzteich erinnert an die drei Hitlergegner Emil Max Haufe, Ernst Georg Enderlein und Richard Alfred Schubert, die im März 1933 von SA-Männern im Zeisigwald misshandelt und im Turnerheim des Arbeiterturn- und Sportbundes erschlagen und anschließend im Filzteich versenkt wurden.
- Grabstätten und Gedenksteine auf dem Friedhof erinnern an elf Kinder, Frauen und Männer, die 1940 ein Opfer von Zwangsarbeit in der Rüstungsproduktion wurden, sowie an vier namentlich unbekannte Opfer der Hitlerdiktatur.
- Das 1830 eingeweihte Denkmal St. Anna bei der Fundgrube Daniel erinnert an die 300-Jahr-Feier der Verkündung der Augsburger Konfession. Hier befand sich zur Zeit der Reformation eine kleine Kirche, in der 1518, d. h. ein Jahr nach dem Thesenanschlag an der Schlosskirche zu Wittenberg, die erste lutherische Predigt der Gegend abgehalten wurde.

## Weitere Bauwerke und Sehenswürdigkeiten

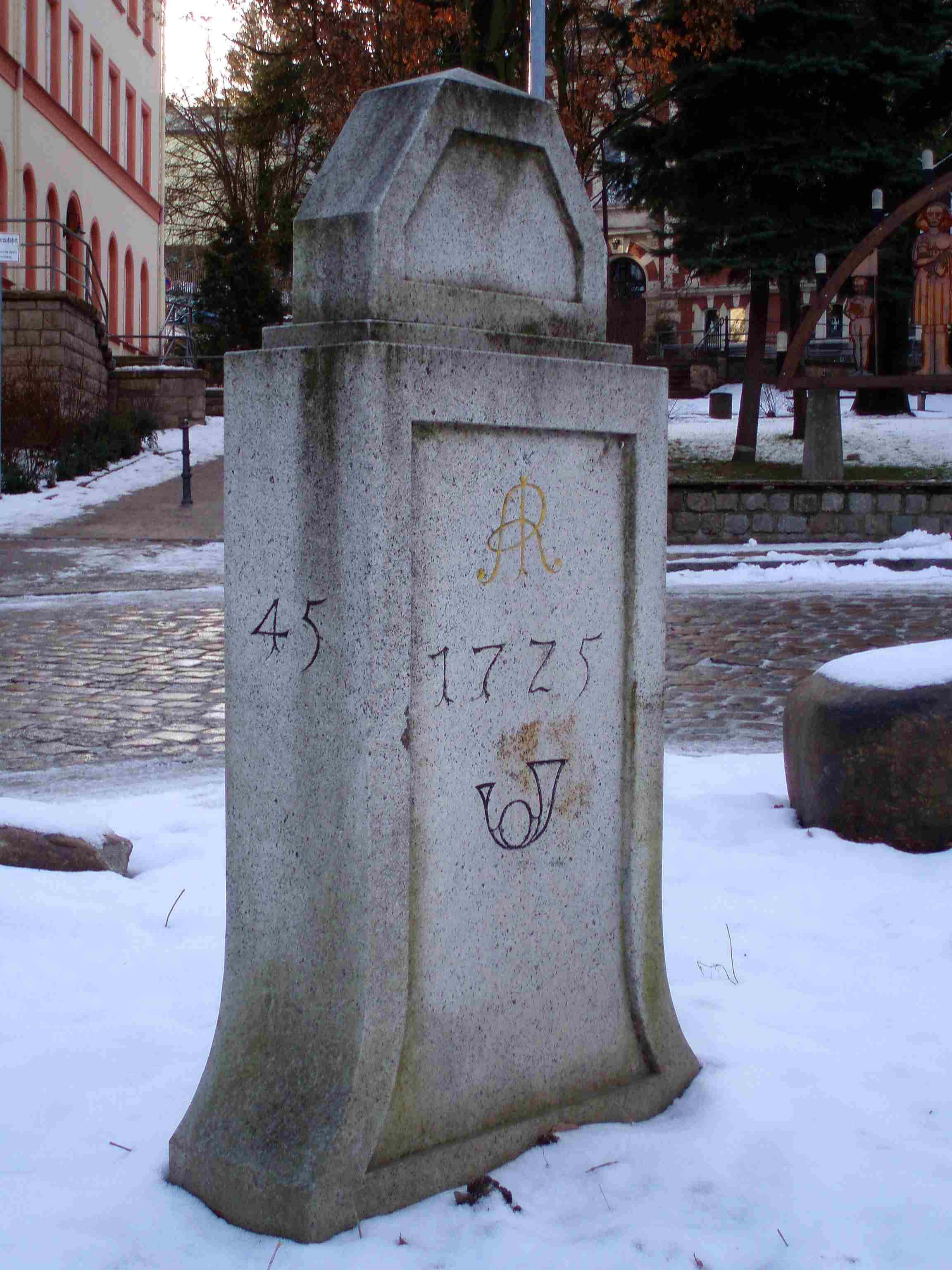
Viertelmeilenstein (Nachbildung)

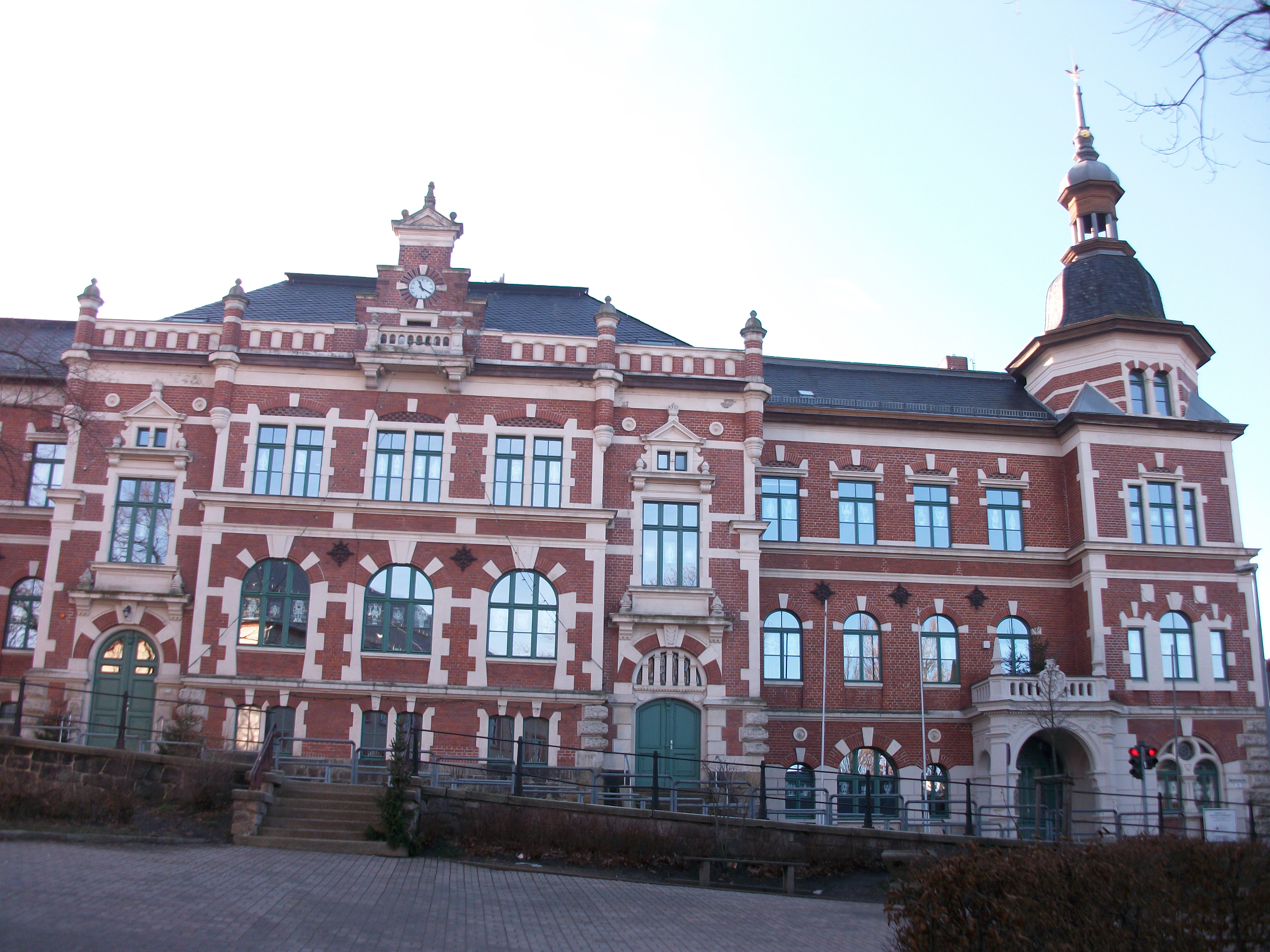
Ehem. Rathaus Neustädtel, seit 1940 Schulgebäude Haus Pestalozzi, heute Oberschule Bergstadt Schneeberg

- ehemaliges Rathaus Neustädtel, in dem bis 1945 das Großgemälde Bergaufzug in der Neustädtler Bergbaulandschaft vom Chemnitzer Maler Carl Lange hing
- Die Kursächsische Postmeilensäule Schneeberg befindet sich am oberen Ende des Marktplatzes von Neustädtel.
- Bergbaulehrpfad Schneeberg-Neustädtel, zu dem unter anderem das Siebenschlehener Pochwerk, das Huthaus der Fundgrube Gesellschaft und der als Strandbad genutzte Filzteich gehören. Er ist im Zuge des Bergbaues von 1474 bis 1495 als Wasserreservoir entstanden. In den 1930er Jahren wurde er zum Strandbad ausgebaut.
- Gleesbergturm, 1898 eingeweiht
- Bergdenkmal am Schindler Schacht aus drei Granitblöcken mit in Bronze gegossenem Konterfei eines Bergmanns, Darstellung von Schlägel und Eisen über einer Nische für das Grubenlicht sowie einem Berggedicht[8]
- Denkmal St. Anna in der Nähe der Fundgrube Daniel. Es erinnert an die Reformation.
- Das 1892 erbaute Haus Pestalozzi der Oberschule Bergstadt Schneeberg war bis 1939 das Rathaus der Stadt Neustädtel.
- Das Umgebindehaus Walter-Gut in der August-Bebel-Straße / Ecke Lindenauer Straße ist eines der wenigen noch existenten Häuser seiner Art.

## Kultur

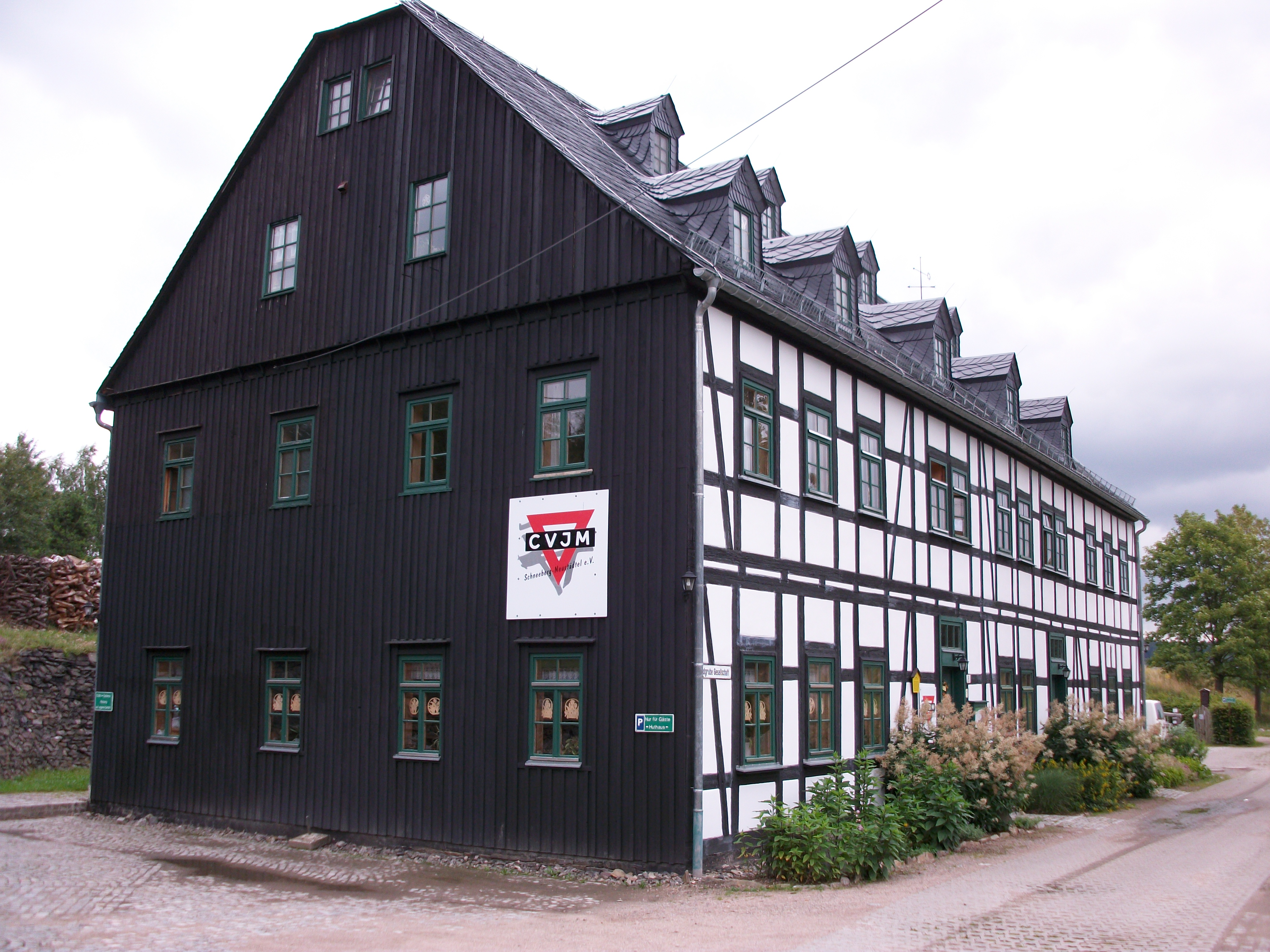
Fundgrube Gesellschaft

- Die Bergbaulandschaft um Schneeberg und Neustädtel bildet einen Kern des UNESCO-Welterbes Kultur- und Montanlandschaft Erzgebirge, wobei die Fundgrube Weißer Hirsch und die Schneeberger Altstadt inklusive der Kirchen St. Wolfgang und St. Trinitatis, dem Rathaus, Fürsten-, Schmeil- und Bortenreuther-Haus sowie in Neustädtel die Fundgruben Wolfgang Maaßen, Daniel, Sauschwart und Gesellschaft, der Filzteich und das Siebenschlehener Pochwerk samt dem Knappschaftsteich als schützenswerte Bereiche definiert werden.[9]

- Wie im gesamten Erzgebirge gibt es auch in Neustädtel eine reiche Schnitz- und Klöppeltradition. 1792 wurde eine Klöppelschule in der Stadt gegründet. Der Schnitzverein Glückauf Neustädtel besteht seit 1908. Eine 1920 eröffnete und noch bestehende Schnitzschule gehört zu den ältesten im Raum Sachsen.

- Der Erzgebirgsverein hat seit 1991 seinen Hauptsitz wieder in Schneeberg. Er wurde 1878 in Aue gegründet und hatte ab 1879 seinen Sitz in Schneeberg. Eine Filiale befindet sich als Erzgebirgszweigverein Schneeberg-Neustädtel im Nachbarort Schneeberg. Die beiden Bergstädte besaßen vor der Vereinigung jeweils einen eigenen Zweigverein.

- In Neustädtel findet seit 1908 am Morgen des ersten Weihnachtstages das Haldensingen auf der Fundgrube Rappold statt. Im Sommer wird in Neustädtel seit 1988 das Sommerhaldensingen durchgeführt, bei dem erzgebirgisches Liedgut gesungen und gespielt wird.

## Persönlichkeiten

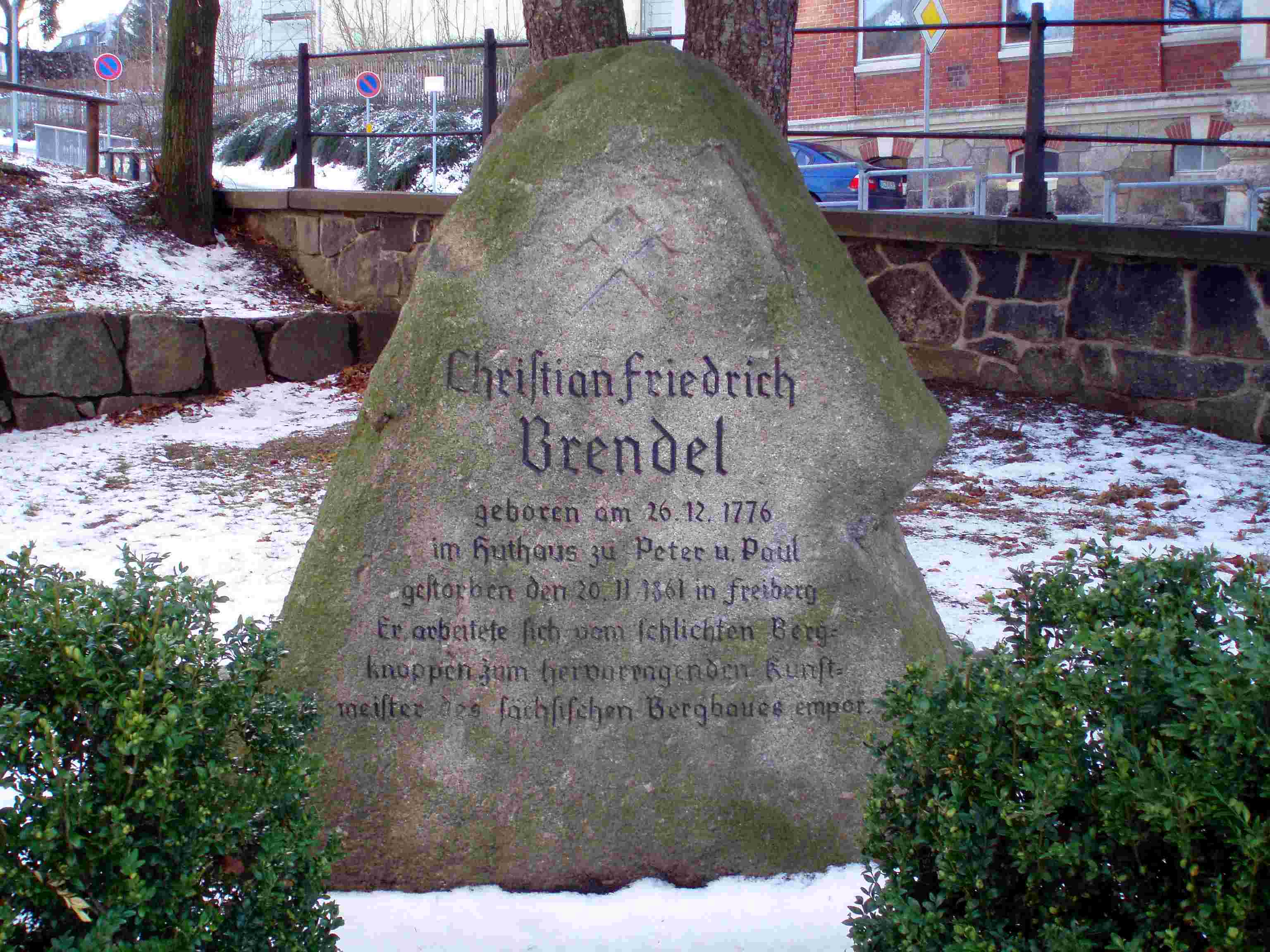
Brendelstein in Neustädtel

### Söhne und Töchter der Stadt
- Martin Planer (1510–1582), kursächsischer Oberbergmeister
- Christian Friedrich Brendel (1776–1861), Bergingenieur und Maschinendirektor
- Richard Franz Friedrich (1848–1916), Werksbaumeister und Initiator des Radiumbades in Schlema
- Curt Unger (1888–1955), Redakteur, Lokalpolitiker (NSDAP) und Heimatforscher
- Fritz Schulze (1893–1963), Religionspädagoge und Hochschullehrer
- Gerhard Heilfurth (1909–2006), Kultur- und Sozialwissenschaftler, Volkskundler
- Nikolaus Richter (1910–1980), Astronom
- Werner Kempf (1925–1999), Maler und Mundartsprecher
- Edgar Meier (1927–2022), Verkehrswissenschaftler

### Personen, die mit der Stadt in Verbindung stehen
- Carl Friedrich Bochmann († 1878), Stadtrat und Ehrenbürger
- Carl Gottlob Geißler, Stadtkassierer bei der Sparkasse,[10] 1872 zum Ehrenbürger ernannt
- Carl Traugott Petzold, Ehrenbürger
- Carl Friedrich Schreiber, Fleischermeister, Viehhändler und Ehrenbürger (1885)
- Gottlob Heinrich von Lindenau (1755–1830), königlich-sächsischer Kammerherr, Kreisoberforstmeister und Rittergutsbesitzer
- Johannes Friedrich Müller (1812–1878) war Bürgermeister und Stadtrichter in Neustädtel
- Otto Reinhold (1899–1965), Komponist, war in den 1920er Jahren Lehrer in Neustädtel
- Carl Bernhard Speck (1831–1905), konservativer Politiker, Bürgermeister und Ehrenbürger in Neustädtel, MdL (Königreich Sachsen)
- Wolfgang Uhle (1512–1594), Pestpfarrer in Annaberg, war Diakon in Neustädtel